# Frankfurter Evolutionstheorie

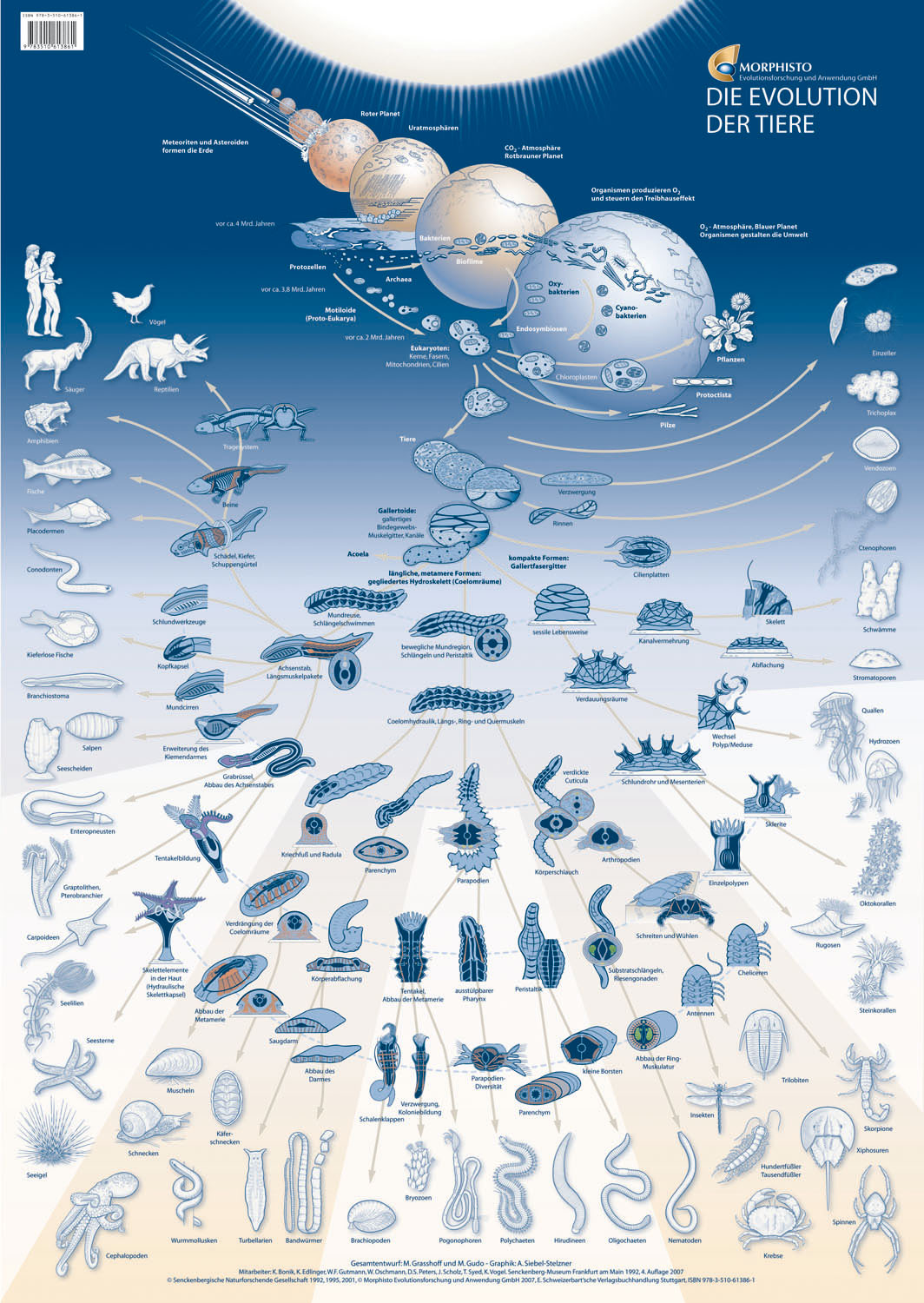
Evolution der Tierwelt in der Interpretation der Frankfurter Evolutionstheorie

Frankfurter Evolutionstheorie (auch Kritische Evolutionstheorie) ist eine Selbstbezeichnung durch Vertreter eines Konzepts der evolutiven Wandlung der Körperstruktur und -form von Organismen gemäß hydraulisch-energetischen Prinzipien. Sie geht auf Wolfgang Gutmann (1935–1997) vom Senckenberg Forschungsinstitut in Frankfurt am Main und seine damaligen Mitstreiter zurück. Es handelt sich nicht um eine grundsätzlich andere vollständige Evolutionstheorie, sondern um ein stark modifiziertes Erklärungskonzept für einen spezifischen Aspekt der Evolution, nämlich die Abwandlung der Körperformen durch innere Prinzipien der Organismen. Hierbei spielt die Rekonstruktion von Hydroskeletten (flüssigkeitsgefüllte Hohlräume, die der Körperstabilisierung dienen) eine wesentliche Rolle. Schriften dazu wurden von der Senckenberg Gesellschaft für Naturforschung herausgegeben. Die heutigen Evolutionsbiologen der Universität Frankfurt am Main sind, anders als die Bezeichnung suggerieren mag, nicht Anhänger dieses Konzepts.

## Der Ansatz der Frankfurter Evolutionstheorie
Die Vertreter der Frankfurter Evolutionstheorie sahen diese als eine Weiterentwicklung der in den 1960er bis 1980er Jahren von Wolfgang Friedrich Gutmann entwickelten Hydroskelett-Theorie und der sogenannten Kritischen Evolutionstheorie. Im Zentrum des Konzepts standen konstruktionsmorphologische Untersuchungen der Bau- und Funktionsweise vielzelliger tierischer Lebewesen (Metazoa). Ausgangspunkt war die Annahme, dass Organismen durchgehend hydraulisch konstruiert sind, dass alle Lebensvorgänge auf dem Wandel von Energie (Energiestoffwechsel) gemäß den Gesetzen der Thermodynamik beruhen und dass bei der Evolution auch stets alle Zwischenformen überlebensfähig sein müssen. Sie begriff Organismen als mechanisches Zusammenspiel von anatomischen Elementen, wässrig-viskosen Füllungen und verspannenden Strukturen.
Aus Sicht der damaligen Vertreter hob sich diese Betrachtungsweise von der „klassischen Biologie“ und von „altdarwinistischen Anpassungskonzepten“ dadurch ab, dass sie die Lebewesen nicht anhand von deren Aussehen und Merkmalen im Sinne einer statischen Bestandsaufnahme beschrieb, sondern in ihrer Funktion und Fähigkeit, als hydraulische Konstruktionen Energie zu wandeln und damit Körperformen und Bewegungen zu erzeugen. Die Analyse der Körperstruktur und hydraulischen Funktion wurde hierbei bis hinunter auf die Ebene von Geweben und Zellen untersucht. Die Rekonstruktion von Evolutionsbahnen sollte dabei nicht nur unwahrscheinliche, sondern vor allem auch physikalisch unmögliche Umwandlungen (dysfunktionale oder unökonomische Konstruktionen) ausschließen. In dieser aus ihrer Sicht streng naturgesetzlichen Betrachtungsweise begründeten sie ihren Ansatz, den sie als grundsätzlich andersartig ausgerichtet werteten, als es etwa die Rekonstruktionsansätze der Kladistik waren, deren Begründung und Analyse sie als primär mathematische Prozesse interpretierten.
Aus dieser Betrachtungsweise ergaben sich Erklärungen und Begründungen für evolutionsgeschichtliche Zusammenhänge, die den Einfluss der Umwelt und die Anpassung für die Evolution anders deuteten, als bislang üblich. Gutmann und Kollegen argumentierten, dass Organismen nach Maßgabe der Leistungsfähigkeit ihrer Körperkonstruktion in die erreichbaren Umwelten eindringen und diese, etwa durch ihre Stoffwechselaktivitäten, maßgeblich mitgestalteten. Es sei also nicht die Umwelt, die die Körperkonstruktion forme, sondern die Körperkonstruktion eines Organismus bestimme, welche Lebensräume er nutzen kann.
Daher wurde die Frankfurter Evolutionstheorie von Kritikern als „Evolution ohne Anpassung“ bezeichnet. Die Theorie stand dadurch und wegen ihres Absolutheitsanspruchs in einem fundamentalkritischen Verhältnis zum klassischen Anpassungsbegriff des Darwinismus und der Synthetischen Evolutionstheorie.

## Selbstverständnis der Frankfurter Evolutionstheorie
Historisch gesehen ist die Frankfurter Evolutionstheorie innerhalb der Evolutionsbiologie als Methode zur Rekonstruktion der Bauplan-Evolution entwickelt worden. Dieses Forschungsfeld wurde auch in historischer Sicht wenig bearbeitet; es steht neben dem in der Forschung dominierenden modernen Darwinismus, der Synthetischen Theorie, die in erster Linie mit den Wandel von Arten, Ökologie und Populationsdynamik untersucht. Evolution ist aber nicht nur Artenwandel, sondern insbesondere der allmähliche Wandel des Konstruktionsgefüges, das jedem Organismus zu Grunde liegt (i. w. S. also des „Bauplanes“). Konstruktionsgefüge können aber nur als funktionsfähige Systeme verändert werden. D. h. in jedweder Form der Evolutionsforschung muss der Evolutionsverlauf als Wandel funktionierender Körpergefüge verstanden und rekonstruiert werden. Dieses Arbeitsfeld der Konstruktionsmorphologie und der Frankfurter Evolutionstheorie steht damit im Gegensatz zur klassischen oder „idealistischen“ Morphologie, die Gestalten ohne deren Funktionsbezüge beschreibt. Zudem führt die Frankfurter Evolutionstheorie eine neue Definition von Evolution ein: Nur solche Veränderungen der Konstruktionsgefüge, die nicht rückgängig gemacht werden können (die irreversibel sind), sind als „Evolution“ zu bezeichnen. Allerdings ist die Konstruktionsmorphologie kein Ersatz für die Artbeschreibungen, sondern sie begründet und beschreitet neue Forschungsfelder innerhalb der Biologie. Die darwinistische, synthetische Evolutionstheorie und die Frankfurter Evolutionstheorie haben unterschiedliche Geltungsbereiche.
Begründet wurde die Frankfurter Evolutionstheorie federführend durch Wolfgang Friedrich Gutmann (1935–1997), der inspiriert durch Wilhelm Schäfer zunächst an der Außenstation Senckenberg am Meer in Wilhelmshaven über Bau und Funktion verschiedener Tiergruppen, insbesondere der Aktinien (Anthozoa) arbeitete. Mit Übernahme der 1964 neu am Senckenberg Museum in Frankfurt eingerichteten Sektion Vergleichende und Funktionelle Anatomie setzte Gutmann seine Arbeiten fort. Zahlreiche Kollegen (insbesondere Klaus Bonik, Jens Lorenz Franzen, Manfred Grasshoff, Dieter Mollenhauer, Stefan Peters und Michael Türkay), die ebenfalls als Wissenschaftler am Senckenberg-Institut beschäftigt waren, befassten sich innerhalb verschiedener Organismengruppen mit ebenfalls konstruktions- und funktionsmorphologischen Fragestellungen. Eine Reihe von Publikationen ging aus dieser Zusammenarbeit hervor (siehe Literatur). Ein wesentlicher Schritt war die Formulierung der Hydroskelett-Theorie durch Gutmann, die anfänglich nicht als Evolutionstheorie, sondern als ein Evolutionsmodell für die Entstehung der Chordaten aus metamer gegliederten Vorläufern konzipiert worden war. Die Kooperation mit dem Architekten Frei Otto, im DFG-Sonderforschungsbereich „Biologie und Bauen, Natürliche Konstruktionen“, brachte weitere Einsichten in organismische Konstruktionseigenheiten und deren generelle Gültigkeit. Diese „erste Generation“ von Konstruktionsmorphologen legte den Grundstein für die spätere Formulierung der Frankfurter Evolutionstheorie; deren Entwicklung lief von Anfang an mit der Zielrichtung, eine feste Basis für die Rekonstruktion der Baupläne des Tierreichs zu schaffen (später als „Haupt-Evolutionslinien des Tierreiches“ bezeichnet).
Die hierbei entwickelten Einsichten zur Evolutionsgeschichtsforschung wurden 1981 in einer Buchpublikation als „Kritische Evolutionstheorie“ bezeichnet[7] und legten den Grundstein für die spätere Formulierung der Frankfurter Evolutionstheorie. Es entwickelte sich eine engere Zusammenarbeit von Wissenschaftlern sowohl innerhalb des Senckenberg-Forschungsinstitutes als auch mit dem Zoologischen Institut und Paläontologischen Institut der Universität Frankfurt. Es wurden zahlreiche gemeinsame Forschungsarbeiten durchgeführt und Studenten entsprechend in Vorlesungen und Praktika ausgebildet.
Konstruktions- und funktionsmorphologische Arbeiten am Forschungsinstitut Senckenberg hatten dort bereits eine lange Tradition. Vor Wolfgang F. Gutmann hatten bereits Wilhelm Schäfer und Rudolf Richter Forschungen in dieser Richtung betrieben und damit quasi den Boden bereitet, dass am Senckenberg-Institut Raum für ein neu angelegtes Forschungsfeld und somit auch die Entwicklung einer eigenen Evolutionstheorie gegeben war. Wilhelm Schäfer verwies – unter Rückgriff auf Konzepte von Jacob von Uexküll – in vielen seiner Arbeiten auf die Autonomie der Organismen und bestimmte die Umweltbezüge vom Organismus her. Die konstruktionsmorphologische Forschung kann daher auch als Fortsetzung der Aktuopaläontologie, einer originären Tradition Senckenbergs, angesehen werden.
Nach Gutmanns Tod 1997 wurde die Frankfurter Evolutionstheorie von einer neuen Arbeitsgruppe am Forschungsinstitut Senckenberg weiterentwickelt und in vielerlei Hinsicht präzisiert. Zu dieser „zweiten Generation“ von Konstruktionsmorphologen gehören Michael Gudo, Mathias Gutmann, Tareq Syed und Michael Weingarten.

### Konzepte, Arbeitsbereiche und Terminologie
Innerhalb der Frankfurter Evolutionstheorie können bzw. konnten mehrere Arbeitsbereiche differenziert werden. Diese sind bzw. waren:
- Auf den Organismus zentrierte Morphologie (= Organismusbegriff, Konstruktions-Morphologie)
- Rekonstruktion der Evolutionsgeschichte (= Evolutionsgeschichtsforschung, Stammesgeschichte, Phylogenetik)
- Dynamisches Verständnis des Evolutionsprozesses (Morphoprozess)

Die drei Arbeitsbereiche bilden die zentralen Fragestellungen der Evolutionsbiologie ab. Bereits Charles Darwin bearbeitete in seinen Forschungen diese Bereiche. Er sprach davon, dass der Wissenschaftler eine Vorstellung des Organismus brauche, um Fragen zur Evolution zu behandeln (Arbeitsbereich 1), er versuchte verwandtschaftliche Beziehungen zu rekonstruieren (d. h. durch Analyse von Merkmalen den in den Zuchtbüchern dokumentierten Zuchtverlauf zu ermitteln, Arbeitsbereich 2) und er behandelte Fragen zur Fortpflanzung und Vererbung bestehender und neuer Eigenschaften (Arbeitsbereich 3). Die Synthetische Evolutionstheorie bearbeitet jeweils nur Teilbereiche, und in ihr fehlt eine entscheidende Komponente, nämlich der Organismus-Begriff, also die Vorstellung vom eigentlichen Arbeitsgegenstand der Biologie.

#### Organismuszentrierte Morphologie

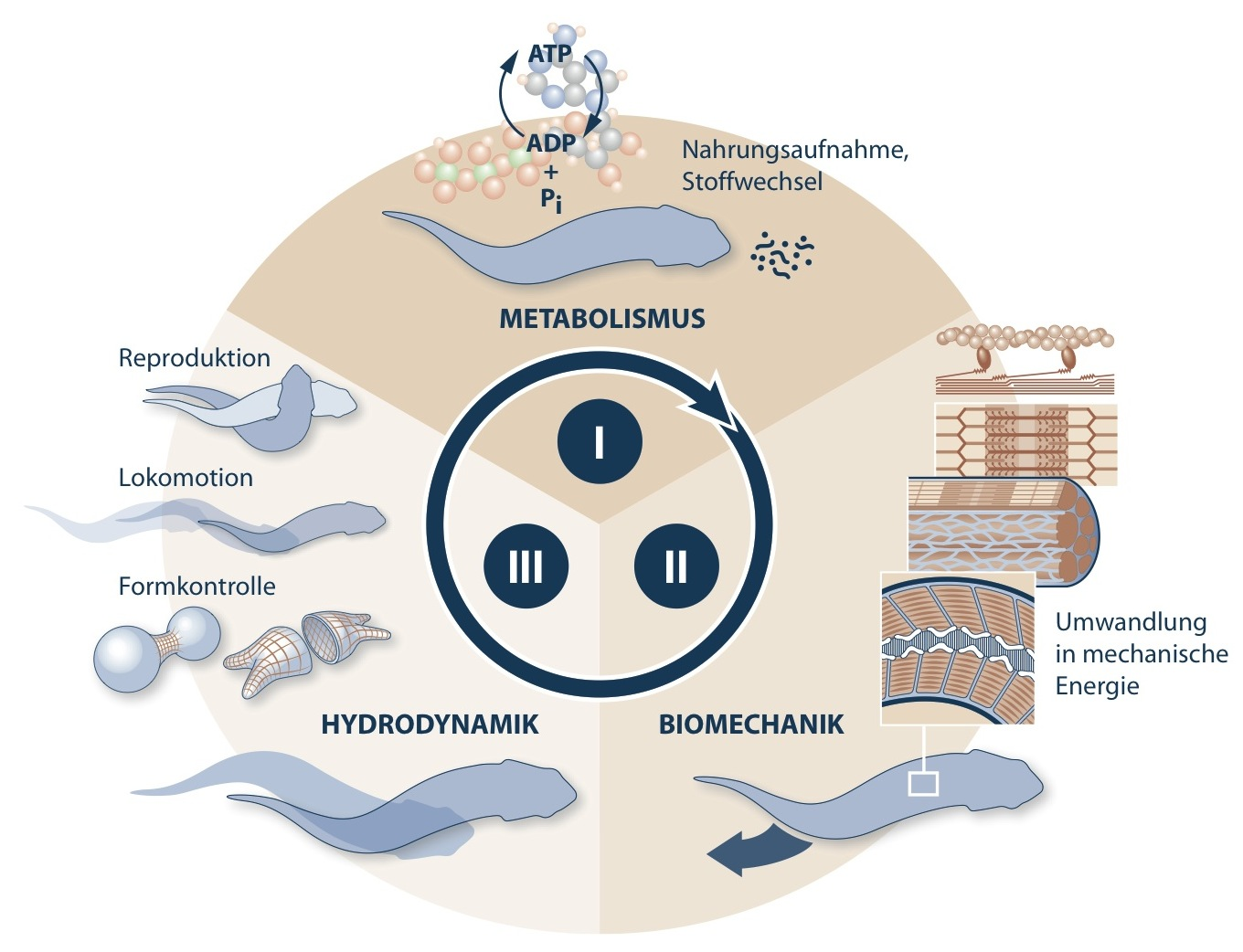
Bionomiekreislauf der Organismen: Organismen können nur dann überleben, wenn sie sich ständig mit Material und Energie versorgen. Diese Selbstversorgungsleistung wird als Bionomie bezeichnet und ist im Bionomiekreislauf dargestellt.

Eine organismuszentrierte Morphologie betrachtet Lebewesen ganzheitlich, d. h. als energiewandelnde, hydraulische Konstruktionen, die (a) funktionieren, (b) sich selbst reproduzieren, (c) sich selbst versorgen (autopoietisch sind) und (d) sich selbst erstellen (autoformativ sind). Es ist ein Prinzip des Lebens, dass alle Stoffwechsel- und Lebensvorgänge im wässrigen Medium stattfinden, und dass diese Stoffwechselvorgänge nur dann funktionieren, wenn sie geordnet und in abgeschlossenen Reaktionsräumen ablaufen. Demnach müssen bereits die kleinsten Bestandteile von Organismen, die Zellen, als eigenständige hydraulische Konstruktionen betrachtet werden.
In vielzelligen Organismen befinden sich Zellen in einem Gewebeverband der (bei Tieren) durch kollagene Fasern zusammengehalten wird. Dieser Aufbau kann nur mit aufwändigen histologischen und konstruktionsmorphologischen Untersuchungen in seiner Ganzheit erfasst und wissenschaftlich beurteilt werden.
Eine wesentliche Erkenntnis der konstruktionsmorphologischen Betrachtungsweise von Organismen ist, dass Organismen im thermodynamischen Sinne als operational geschlossene Systeme zu verstehen sind. Das steht im Kontrast zur klassischen Betrachtungsweise, bei der Lebewesen „offene Systeme“ sind, durch die Energie einfach hindurchfließt.
Als operational geschlossene Systeme hingegen können Lebewesen die Energie und Materialien, die sie benötigen, nur durch eigene Leistung akquirieren. Die über die Nahrung aufgenommene Energie wird im Organismus in vielstufiger Weise gewandelt und in Bewegung, Wachstum, Fortpflanzung und erneute Energieversorgung investiert (siehe Abb. Bionomie.jpg). Der Energiefluss durch den Organismus läuft nicht von allein, sondern durch eine aktive (energiezehrende) Leistung des Organismus. Das Beschaffen neuer Energie (und Nahrung) kostet immer bereits Energie, die schon zuvor aufgenommen worden sein muss. Dieser Vorgang bestimmt das Frageinteresse einer organismuszentrierten Morphologie: Wie sind Lebewesen als energiewandelnde Körperkonstruktionen aufgebaut und wie funktionieren sie, um die für das Überleben und das evolutionäre Fortbestehen notwendigen Leistungen zu erbringen? (siehe nebenstehende Abbildung).
Die hydraulische Konstruktion der Organismen: Ein hydraulischer Körper mit gleichförmiger flexibler Hülle würde eine kugelige Form annehmen, weil dann die Kräfte gleichförmig verteilt sind. Entgegen dieser Tendenz zur Kugelform werden die vielfältigen spezifischen Körperformen der Organismen von zugfesten und kontraktilen Fasern und starren Elementen erzeugt. Das Bauprinzip der Hydraulik bedingt, dass jede Kontraktion, die zu Verformung und somit zu Bewegung führt, durch Kontraktionen an anderer Stelle ausbalanciert werden muss, wenn eine Bewegung kontrolliert verlaufen und nicht zu dysfunktionalen Verformungen führen soll. Starre Elemente aus organischen oder mineralischen Substanzen, die vom hydraulischen System selbst eingebaut werden, stellen Teile im Körper still und wahren hier die Form ohne Energieaufwand; damit verringert sich die Kontraktionsleistung, und das System arbeitet ökonomischer. Die Vielfalt der Anordnungen von Zellen, Fasern und starren Elementen und ihres Zusammenspiels entspricht der Vielfalt des Organismenreichs. Auf den Punkt gebracht: Konstruktionsmorphologie ist die Wissenschaft von der Erzeugung der Körperform. Konstruktionsmorphologie ist die Basis der Argumentation, wenn man den Evolutionsverlauf eines „Bauplans“ ermitteln will, denn Evolution ist der Wandel solcher Körpergefüge.
Umweltbezug der Organismen / Autonomie der Organismen: Organismen sind insofern autonom als ihr Aufbau darüber entscheidet, was sie aus der Umgebung aufnehmen und verwerten und wo sie leben können. Der Wandel im Laufe der Generationen und die Ausbreitung in immer weitere Lebensräume führen zu Diversifizierung: Ursprünglich einheitliche Populationen driften auseinander, es kommt zur Bildung neuer Arten. Das ist begleitet von zunehmender Spezialisierung auf spezifischen Raum-, Stoff- und Energie-Erwerb. Der Begriff Anpassung wird deswegen in der Frankfurter Theorie ersetzt durch den Begriff Spezialisierung, der den organismischen Vorgang treffender beschreibt: Der Organismus ist der treibende Teil des Wandels; Organismen sind Subjekte der Evolution, nicht die Objekte ihrer Umwelt.

#### Rekonstruktion der Evolutionsgeschichte

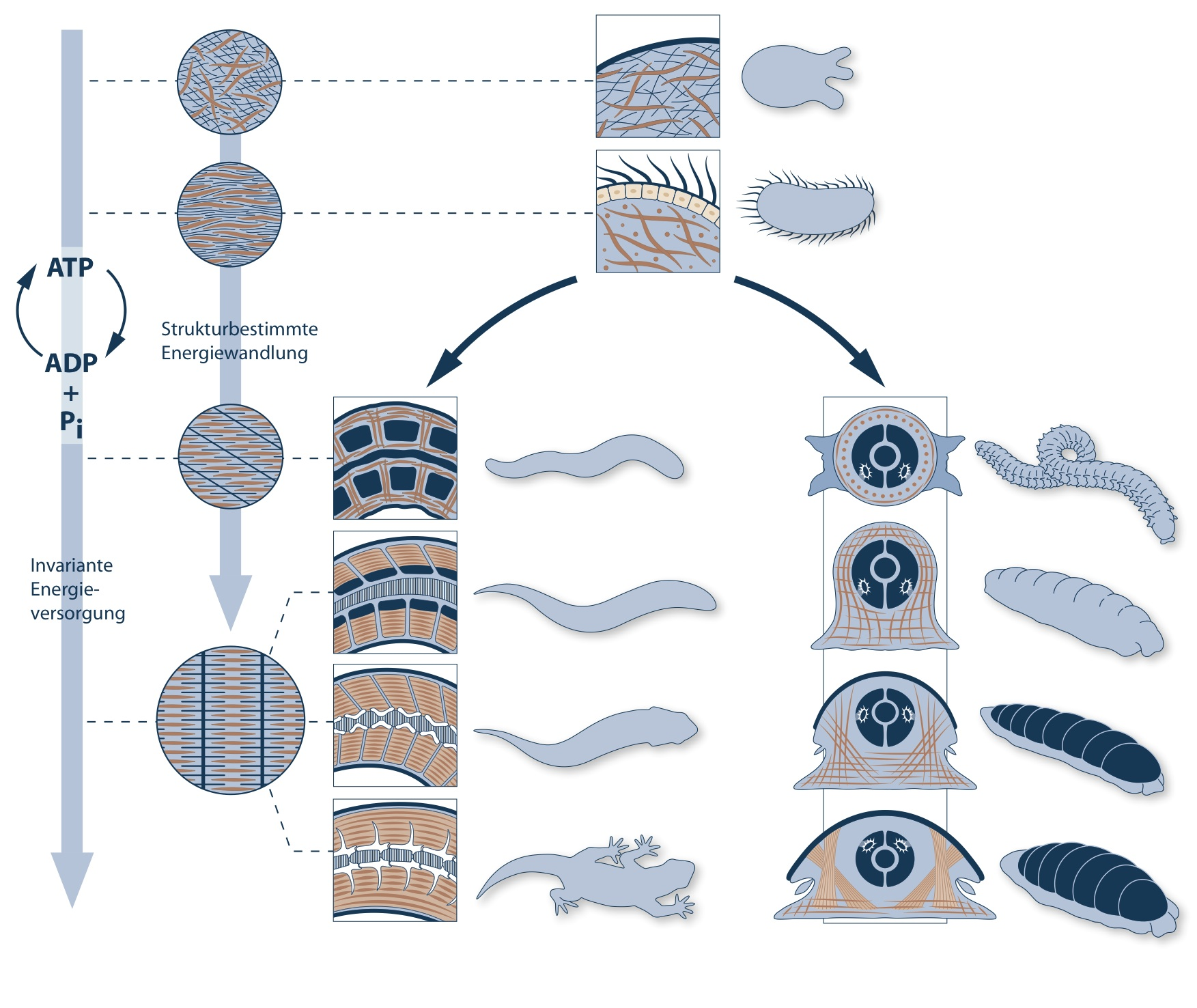
Optimierung und Differenzierung hydraulischer Körperkonstruktionen. Die rekonstruierten Linien zeigen zum einen zunehmende Ordnung der kontraktilen Fasern, die zu einer deutlichen Effizienzsteigerung führen (Optimierung), als auch eine vollständige Umorganisation des Muskelgefüges, so dass eine grundlegend andere Körperkonstruktion resultiert. Hierbei handelt es sich um alternative Entwicklungslinien, um Differenzierungen.

Werden Organismen, wie oben beschrieben, als hydraulische, thermodynamische, Energie wandelnde, Stoff wechselnde, operational geschlossene Systeme begriffen, lassen sich bestimmte Rückschlüsse ziehen, wie sich solche Systeme im Laufe der Evolution verändern konnten. Es ist eine der zentralen Fragen in der Evolutionsbiologie bzw. Evolutionsgeschichtsforschung, wie es überhaupt möglich ist, dass Organismen im Laufe der Zeit – somit also im laufenden Betrieb – ihre Konstruktion veränderten, ohne dass das System als Ganzes zwischendurch stillgestanden hätte. Es gibt in der Evolution keinen Zustand „wegen Umbau geschlossen“! Oder, um noch einmal den Vergleich mit dem Ingenieur zu bemühen: es geht um die Frage: Wie lässt sich ein Fahrrad umbauen, während jemand darauf fährt? Die neue Einsicht der Frankfurter Evolutionstheorie ist, dass Evolution nur im Rahmen funktionierender Abwandlungen verläuft. Alle Zwischenstadien müssen über Generationen hinweg voll funktionsfähig, d. h. bionom sein. Sie müssen sich selbst ernähren, bewegen und fortpflanzen können, sonst scheiden sie unverzüglich aus dem Evolutionsgeschehen aus. Alle dysfunktionalen Varianten, die grundsätzlich im mutativen Prozess der Reproduktion und Individualentwicklung auch entstehen, gehen an sich selbst, an ihrer mechanischen Unzulänglichkeit zu Grunde, sie selektieren sich quasi selbst aus dem Evolutionsgeschehen aus. W.F. Gutmann sprach in diesem Zusammenhang von „Autodestruktion“, von Selbstzerstörung durch Dysfunktionalität der Körperkonstruktion.
Da konstruktionsmorphologische Forschungen eine Art technischer Funktionsbeschreibung der Lebewesen liefern, können mögliche Veränderungen ermittelt (rekonstruiert) werden, indem zwei potentiell evolutionsgeschichtlich miteinander in Beziehung stehenden Organismen schrittweise ineinander überführt werden, wobei ständig Bionomie und Funktionstüchtigkeit der rekonstruierten Zwischenstadien geprüft werden müssen. Ebenso muss die Richtung der Veränderung begründet werden. Transformationen sind nur dann erfolgreich, wenn sie zu einer Differenzierung oder Spezialisierung einer bestehenden Körperkonstruktion führen, oder wenn die nachfolgende Konstruktion in irgendeiner Hinsicht ökonomischer funktioniert, also für bestimmte Leistungen z. B. weniger Energie oder Material benötigt wird als zuvor. Die maßgeblichen Kriterien evolutionsgeschichtlicher Rekonstruktion sind somit Optimierung, Ökonomisierung, Differenzierung und Spezialisierung. Der umgekehrte Weg, d. h. also die Veränderung einer Struktur, so dass sie in nachfolgenden Konstruktionen unökonomischer (also material- oder energieaufwändiger) funktioniert, wird aus thermodynamischen Gründen ausgeschlossen. Das Gleiche gilt für Sprünge. Wie schon zuvor gesagt, gibt es keinen Zustand „Wegen Umbau geschlossen“, das heißt, jedes rekonstruierte Zwischenstadium muss einerseits funktionstüchtig und andererseits ökonomischer oder spezialisierter sein als die Vorläuferstadien.

Gelingt es mit Hilfe dieser Rekonstruktionskriterien, plausible Szenarien für die Evolution einer Tierkonstruktion in eine andere darzustellen, so ist das Ergebnis eine Evolutionslinie, welche die Evolutionsgeschichte (i. w. S. somit auch Stammesgeschichte) erklärt und begründet. Hierbei gelangt die Frankfurter Evolutionstheorie auch zu einer neuen Definition von Evolution: Nur solche Veränderungen, die nicht mehr rückgängig gemacht werden können, die also irreversibel sind, sind evolutionäre Veränderungen. Wandlungen, die sich als reversibel erweisen (z. B. Schnabelformen oder Schnabelgrößen von Vögeln, Körpergrößen, Farben etc.), repräsentieren keine Evolution, sondern es handelt sich nur um eine Verschiebung von Merkmalsausprägungen innerhalb von Populationen. Josef Reicholf bezeichnet dies als das „Grundrauschen“ oder „Oberflächengekräusel“ der Evolution.
Durch Wolfgang F. Gutmann sowie viele weitere Kollegen wurden in vergangenen Jahrzehnten entsprechende Ableitungen für das gesamte Tierreich erstellt und publiziert. Im Jahr 1992 wurden diese Einzelableitungen erstmals in einem zusammenfassenden Poster publiziert. Im Jahr 2007 erschien die 4. überarbeitete und ergänzte Auflage des Posters in der viele weitere Details und neue Evolutionslinien aufgenommen werden konnten (für Einzelableitungen siehe unten stehenden Abschnitt: Weiterführende Literatur).
Die konstruktionsmorphologische Betrachtung von Lebewesen erlaubt somit Evolutionsgeschichtsforschung (= Rekonstruktion der Evolutionslinien), indem Form und Funktion der Organismen erfasst und mögliche (= funktionstüchtige). evolutionäre Wandlungen von unmöglichen (= dysfunktionalen), evolutionären Wandlungen unterschieden werden.
„Die Einteilung des Tierreichs über die konstruktionsmorphologischen Ableitungsmodelle steht mit der neuen, auf molekularen Untersuchungen aufbauenden Phylogenie der Tiere wesentlich besser in Einklang als mit der traditionellen“ (Campbell/Reece 2003).

#### Morphoprozess der Evolution

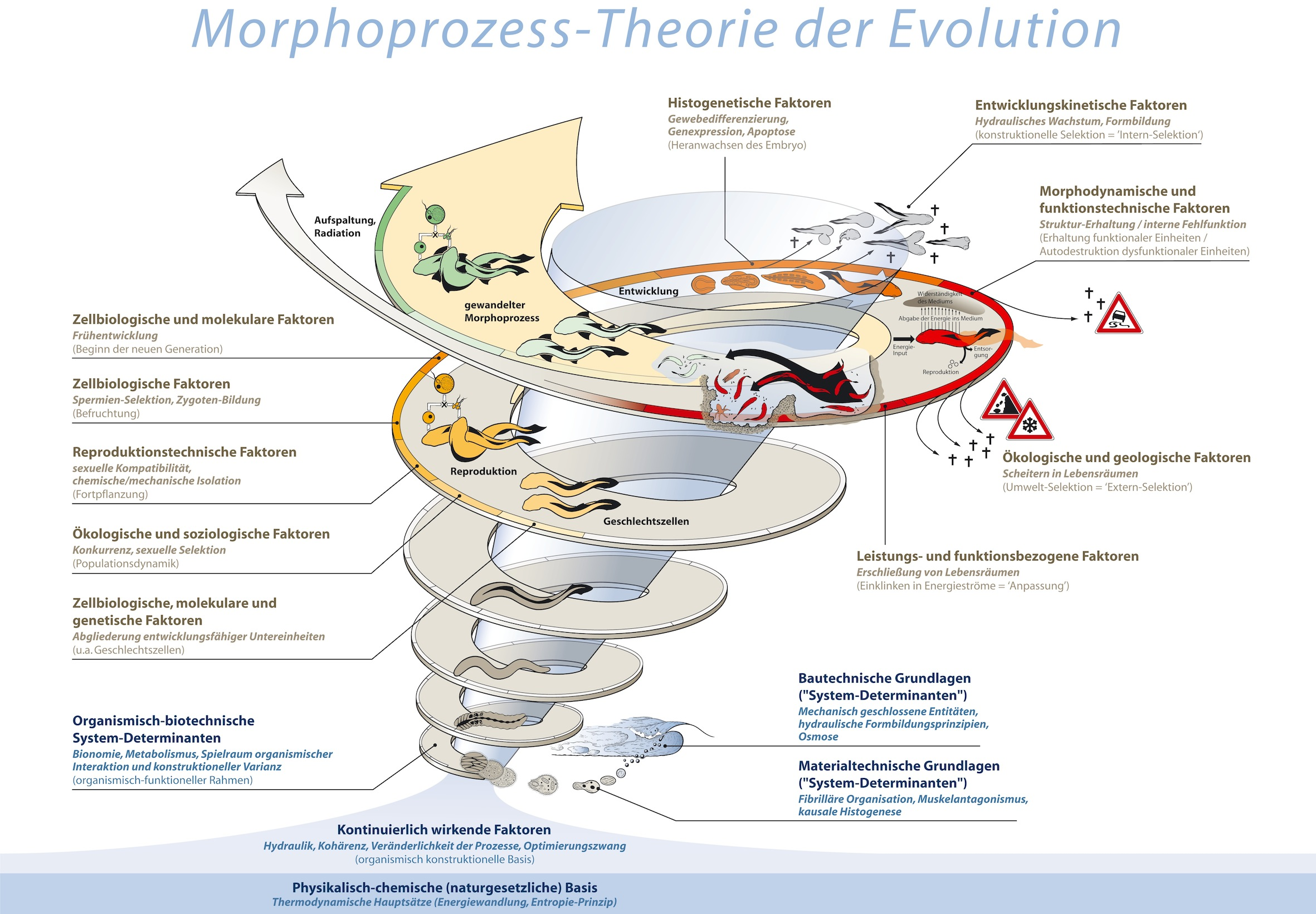
Morphoprozess-Theorie der Evolution: Evolution ist ein Prozess kontinuierlicher morphologischer Veränderung. Er wird beeinflusst von verschiedenen Bedingungen, Mechanismen und Faktoren. Organismen sind in dieser Betrachtungsweise Träger des Morphoprozesses und als wissenschaftliche Arbeitsgegenstände lediglich Momentaufnahmen dieses kontinuierlichen Vorganges.

Der Arbeitsbereich Morphoprozess befasst sich mit den Ursachen, den Mechanismen und den Faktoren der Evolution. W. F. Gutmann hatte mit Bezug auf die Arbeiten des Philosophen Alfred North Whitehead ein prozessuales Denken für die Biologie und die biologische Evolution gefordert (Russische Autoren wie Vernadsky formulierten solches Denken als „Morphoprozess“). Genauer gesagt werden hier Bedingungen, Mechanismen und Faktoren unterschieden, die den Morphoprozess als stetig laufenden Formwandel der Organismen antreiben und beeinflussen; (siehe nebenstehende Abbildung). Diese erneuerte Sichtweise zielt darauf ab, sämtliche ontogenetische Entwicklungsstadien, also von funktionsfähigen Keimzellen bis hin zum fortpflanzungsfähigen Organismus, in den Blick zu bekommen. Da diese Stadien sehr unterschiedlich sein können (man denke an Larvalentwicklung, Tiere mit Metamorphose), ist es auf dieser Untersuchungsebene genauer, von „evoluierenden Morphoprozessen“ zu sprechen (anstelle evoluierender Organismen). Neuerdings hat Harald Holz noch über Whitehead hinausgehend eine holistische Philosophie neo-transzendentaler Grundlegung vorgelegt, die imstande ist, „zu Fragen der ‚Entstehung‘ von Leben und Reflexiver Intelligenz (Geist) philosophischerseits zureichende Antworten zu geben“.

##### Bedingungen, Mechanismen und Faktoren des Morphoprozesses
Bedingungen des Prozesses sind die Naturgesetze, die chemischen und physikalischen Gegebenheiten auf dem Planeten Erde und die Eigenschaften der Stoffe, aus denen die Organismen bestehen; diese Eigenschaften bedingen auch den Mechanismus der Evolution, nämlich den Energiewandel. Er hält die Organismen jenseits des thermodynamischen Gleichgewichtes, (das sich einstellen würde, wenn alle Stoffe miteinander so weit möglich reagiert hätten und dann in „chemischer Ruhe“ lägen; thermodynamisch würde das heißen, das System hätte die maximal mögliche Entropie erreicht). Zudem treibt der Energiewandel zwei weitere Mechanismen an: das Wachstum und damit auch die Reproduktion, die eine Folge des Wachstums ist, indem (im einfachsten Fall der Zelle) eine Teilung nötig wird. Damit wird das gesamte Bau- und Reaktionsgefüge in Form einer Zelle weiter gegeben. Hieraus ergibt sich die „Geschichtlichkeit“ des Lebens: Jedes Individuum ist Teil und Durchgangsstadium des Morphoprozesses.
Faktoren nehmen Einfluss auf den konkreten Ablauf des Wandels, wobei man kontinuierliche und episodische Faktoren unterscheiden kann. Zu den kontinuierlichen Faktoren zählen der Zwang zur Formbildung durch Hydraulik und zur Ökonomisierung, dass nämlich nicht genutzte Organe dem Verfall überlassen werden. Bekannter sind im Allgemeinen die episodischen Faktoren: die Mutation der DNS, Einflüsse auf die Embryonalentwicklung, schließlich die Konkurrenz um Nahrung und Raum, um Fortpflanzungs-Partner, sowie äußere Einflüsse wie etwa durch Klima, Populationsverschiebungen, oder Nahrungsmangel und -veränderungen, die als darwinsche Anpassung in Erscheinung treten.

##### Leben als Morphoprozess
Mit der Konstitution von Lebewesen als bionome, hydraulische energiewandelnde Konstruktionen sind Organismen keine „realen Dinge“, sondern sich kontinuierlich verändernde und fortpflanzende dynamische Systeme, besser gesagt Prozesse. Im Reproduktionsgeschehen werden jeweils vollständig lebensfähige Untereinheiten abgegliedert und die hydraulische energiewandelnde Konstruktion lückenlos an die jeweils nächste Generation weitergegeben. Es läuft ein ständiger Prozess der Struktur- und Formerhaltung ab, der allgemeinen chemischen, physikalischen und organismischen Prinzipien folgt. Zu jedem Zeitpunkt des individuellen Daseins bleiben nur solche Strukturen erhalten die nach Maßgabe dessen, was allgemein als Naturgesetze bezeichnet wird, funktionstüchtig sind. Kontinuität besteht über die Generationen hinweg dadurch, dass in jedem Organismus entwicklungsfähige Untereinheiten von Anfang an existieren (Keimbahnen), die selbst hydraulische Konstruktionen darstellen (z. B. Eizellen oder totipotente Zellen, die sich zu Knospen (= Klonen). entwickeln können). Zu keinem Zeitpunkt werden genetische Informationen, Zellbestandteile, krafterzeugende und kraftübertragende Strukturen zusammengeführt, um daraus einen neuen Organismus zu bilden (auch bei geschlechtlicher Fortpflanzung besteht immer bereits eine Eizellkonstruktion, die lediglich einen weiteren Chromosomensatz erhält). Wenn all diese kinetischen Vorgänge innerhalb eines bestimmten Rahmens ablaufen, entstehen immer wieder ähnlich konstruierte Organismen, die sich selbst reproduzieren und sich über viele Generationen hinweg stetig wandeln. In solcher Hinsicht sind Organismen damit lediglich künstliche Ausschnitte, Momentaufnahmen, eines kontinuierlich ablaufenden Morphoprozesses des Lebens, bestehend aus Wachstum, Nahrungsaufnahme, Umwelterschließung und Fortpflanzung.

##### Evolution als Wandel von Morphoprozessen
Jeder Vorgang verläuft aufgrund der Indeterminiertheit des gesamten Universums ein klein wenig anders, auch wenn identische Randbedingungen vorliegen. Kein Gegenstand und kein Prozess gleicht einem anderen vollständig, denn die Entropie ist zu jedem Zeitpunkt eine andere. Jede Aktion im Organismus ist eine Veränderung des Entropiezustands. Deswegen ist organismischer Wandel thermodynamisch unausweichlich. Somit ist die biologische Reproduktion also nicht die Herstellung identischer Replikate, sondern ähnlicher aber nicht identisch ablaufender Morphoprozesse. Hierbei entstehen immer wieder neue Varianten der Ausgangskonstruktion, von denen jedoch nur diejenigen über viele Generationen erhalten bleiben, die in der Lage sind, den Morphoprozess weiter zu tragen. In jeder folgenden Generation gibt es wieder Abweichungen. Langsam und in vielen kleinen Schritten verändert sich der Morphoprozess. Über viele Generationen hinweg etablieren sich auf diese Weise Wandlungen und Aufspaltungen der Morphoprozesse. Evolution ist demzufolge der ständige Fluss sowie die Änderung und die Aufspaltung von Morphoprozessen. Der evolutive Wandel ist somit nicht die Ursache, sondern die Folge des Aufbaus der Organismen. Der Bau der Organismen unterliegt den allgemeinen Bedingungen, die durch die Naturgesetze gegeben sind, und die Materialeigenschaften der Stoffe schaffen die Mechanismen und Faktoren des Wandels. Organismen ohne Evolution kann es nicht geben. Die Existenz der Organismen und die Evolution der Organismen sind nur die zwei Seiten ein und derselben Sache. Indem man Lebewesen als bionome energiewandelnde Konstruktionen und in diesem Sinn als Organismen konstituiert hat, sind sie in dieser Sicht sich kontinuierlich verändernde und fortpflanzende, d. h. dynamische, Systeme, und sie sind Teil des Prozesses, der sich ihnen materialisiert.

##### Randbedingungen des Morphoprozesses
Physikalische, chemische und organismische Prinzipien bestimmen den Rahmen evolutionärer Veränderungen, d. h. der bestehende Morphoprozess bestimmt die nachfolgenden Morphoprozesse. Evolution ist also der Normalzustand. Nicht die Evolution muss erklärt werden, sondern die Nicht-Evolution, d. h. das Fortbestehen bestimmter Strukturen und Organisationsweisen über die Generationenfolge hinweg. Demzufolge ist Evolutionsforschung eine Bestimmung des organismischen Rahmens der Wandlung von Morphoprozessen, kurz Evolutionsforschung befasst sich mit der Bestimmung von Invarianzen und transformativen Kausalitäten (Restriktionen) der Geschichte des Lebens.

### Zentrale Thesen der Frankfurter Evolutionstheorie
Die zentralen Thesen der Frankfurter Evolutionstheorie lassen sich (in ihren eigenen Termini und Begründungen) wie folgt zusammenfassen:
1. Organismen sind hydraulische, mechanisch kohärente, energiewandelnde Konstruktionen, die sich nicht an ihre Umwelten anpassen, sondern Lebensräume nach Maßgabe der Leistungsfähigkeit ihrer Körperkonstruktion selbst erschließen.
2. Organismen sind autonome Subjekte der Evolution, d. h. die jeweils bestehende Körperkonstruktion bestimmt das Ergebnis und die Richtung der Evolution maßgeblich mit.
3. Über Fortbestehen oder Untergang eines Lebewesen entscheidet in erster Linie die Funktionstüchtigkeit der Körperkonstruktion und eine ökonomische Energiebilanz hinsichtlich Formerhaltung, (Fort-)Bewegung und Fortpflanzung. Der Einfluss der Umwelt ist sekundär und greift erst dann, wenn sich Lebewesen in ihren Lebensräumen behaupten müssen.
4. Evolution ist irreversibel, d. h. einmal veränderte (differenzierte, abgebaute oder umgebaute) Strukturen können nicht mehr „zurückentwickelt“ werden, weil strukturelle Veränderungen einem energetischen Gefälle geschuldet sind.

Hieraus ergibt sich aus Sicht der Vertreter der Frankfurter Evolutionstheorie ein grundsätzlich abweichendes Verständnis vom Ablauf der Evolution: Während aus ihrer Sicht in der „Synthetischen Evolutionstheorie“ jede noch so kleine Veränderung bereits als Evolutionsschritt (oder gar als Beweis für Evolution) angesehen werde, sind nach ihrer eigenen Anschauungsweise nur solche Veränderungen als evolutive Veränderungen zu betrachten, die unumkehrbar (irreversibel) sind. Somit wird die Evolution vom Fisch zum Vierfüßer als irreversibler konstruktioneller Umbau taxiert, die Verschiebung einer Merkmalsausprägung in einer Population hingegen als Varianzerzeugung. Die Anhänger bezweifeln, dass die Mechanismen und Kriterien, nach denen Varianzerzeugung und Evolution ablaufen, bzw. erforscht werden können, identisch sind. Vielmehr müssten zur Rekonstruktion, wie eine Körperkonstruktion in eine andere verändert werden konnte, andersartige Methoden und Überprüfungskriterien herangezogen werden, als zur Erklärung und Erforschung der Evolution innerhalb von Populationen und der Änderung von Merkmalsausprägungen.
Die Frankfurter Evolutionstheorie betrachtet Lebewesen somit nicht als reine Merkmalsträger, sondern als mechanisch kohärente, hydraulische Energiewandelnde Konstruktionen, und ebenso wie an einem in Betrieb befindlichen Motor keine beliebigen Veränderungen vorgenommen werden können, ohne dass er gegebenenfalls kaputt geht, sind die Möglichkeiten struktureller Veränderungen von Organismen beschränkt.
Ein zentrales Missverständnis der Gegner der Frankfurter Evolutionstheorie war und ist aus Sicht ihrer Anhänger bis heute der Geltungsbereich der Beschreibungen und Darstellungen. Während die „Synthetische Evolutionstheorie“ als Arbeitsgegenstand Arten, Populationen, Fortpflanzungsgemeinschaften oder gar Individuen zugrunde lege, beziehen sich die Aussagen der Frankfurter Evolutionstheorie auf die den jeweiligen Lebewesen eigenen Körperkonstruktionen. Eine Konstruktion ist nicht gleichzusetzen mit einer taxonomischen Kategorie. Organismische Konstruktionen sind vielmehr Beschreibungsweisen von Lebewesen hinsichtlich ihres Aufbaus und Funktionierens.

### Wichtige Forschungsergebnisse aus Sicht der Frankfurter Evolutionstheorie
Als wichtige Forschungsergebnisse betrachten die Anhänger der Frankfurter Evolutionstheorie eine grundsätzlich revidierte Auffassung der (tierischen) Bauplanevolution, der zufolge nicht von einer allmählichen Komplexitätssteigerung oder Höherentwicklung im Tierreich gesprochen werden könne. Die Konfiguration und Komplexität von Nervensystemen sei kein Kriterium, um auf eine urtümliche oder abgeleitete evolutionäre Stellung eines Tieres zu schließen. Im Jahre 1992 wurde eine graphisch-bildliche Gesamtschau der Evolution des Tierreiches aus Sicht der Frankfurter Evolutionstheorie in Form eines Posters publiziert („Die Evolution der Tiere“), das die Verwandtschaftsbeziehungen biomechanisch begründet hat. Es ergaben sich keine Verzweigungen, die mit dem Prinzip „von einfach zu komplex“ einhergingen, vielmehr kam es zu sekundären Vereinfachungen, die mit Ökonomisierungen der Körperkonstruktion erklärt wurden.

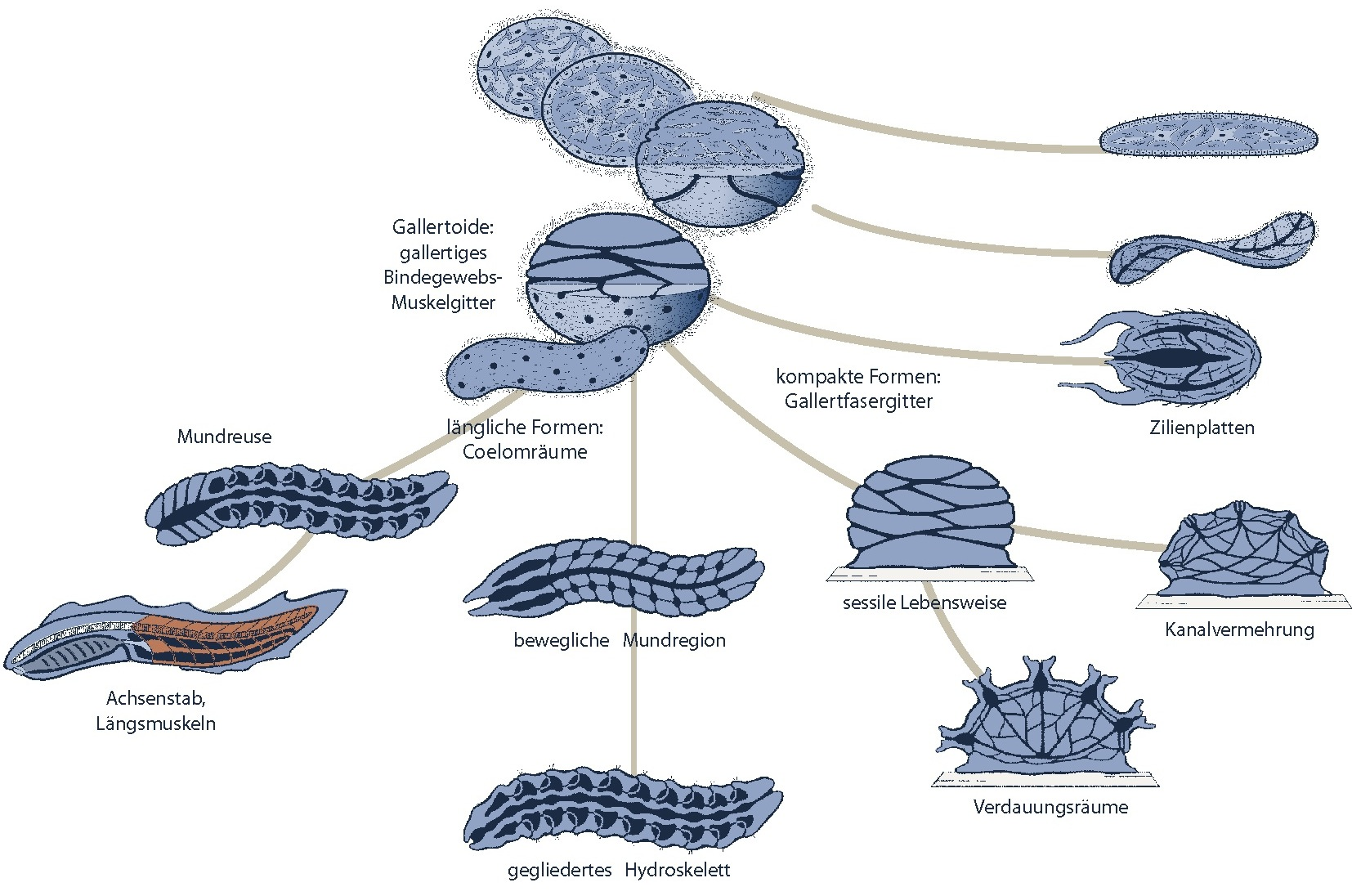
Die Hauptevolutionslinien des Tierreiches lassen sich auf einen vielzelligen, durch kollagene Fasern intern kompartimentierten Organismus zurückführen. Diese so genannten Gallertoide sind der Ausgangspunkt für alle weiteren Evolutionsbahnen

Im Zentrum der Evolutionsgeschichte der Tiere stehen aus Sicht der Vertreter der Theorie gallertig aufgebaute vielzellige Organismen (Gallertoide), aus denen heraus sich die Hauptevolutionslinien des Tierreiches herleiten lassen. Dieser erste vielzellige Organismus wurde dabei als eine bereits relativ komplexe Tierkonstruktion gesehen, dessen Körper aus Bindegewebe und mehr oder minder differenzierten Zellen, in einem Folgestadium auch aus Flüssigkeitsfüllungen in Form von Kanälchen bestand. Eine spezifische Schlussfolgerung dieses Modells bestand darin, dass der Körperbau der Tiere nicht über die traditionelle Keimblatttheorie (Ekto-, Endo-, Mesoderm) verstanden wurde, sondern über ein histologisches Gesamtverständnis des Organismus. Keimblätter werden als Strukturen der Embryogenese gesehen, nicht als Evolutionsschritte. Daher wurde auch die klassische Großeinteilung der Tiere in Diplo- und Triploblasten als irreführend betrachtet.
Weitere Schlussfolgerungen betrafen die Ableitung der Chordaten von metameren statt von oligomeren Vorläufern und einer Neusortierung der Deuterostomier (insbesondere der Ausschluss der Tentaculata aus den Deuterostomia).

## Rezeption und Kritik in den Biowissenschaften
Obwohl konstruktionsmorphologische Ansätze in der Zoologie seit etwa der Mitte des 20. Jahrhunderts (Hermann Weber, 1899–1956) vorgestellt wurden und eine auf Form und Funktion gleichermaßen aufbauende Biologie verschiedentlich gefordert wurde, ist das hier vorgestellte Konzept wenig bekannt bzw. wird, wo es bekannt ist, als Gesamttheoriengebäude abgelehnt. Die zugrunde gelegte, in erheblichen Teilen hypothetische Rekonstruktionsmethode für evolutionäre Transformationen, ohne die Aspekte moderner Evolutionsbiologie und Entwicklungsbiologie zu berücksichtigen, ist eine entscheidende Schwäche. Die Entstehung des Theoriengebäudes und auch viele der späteren Argumentationen der Vertreter der Frankfurter Evolutionstheorie fußten auf dem Erkenntnisstand der 1960er Jahre und waren mitbedingt durch die Tatsache, dass moderne Evolutionsbiologie damals im deutschen Sprachraum kaum bekannt war und wenig gelehrt wurde. Sie stießen, bildlich gesprochen, damals gleichsam ins Vakuum vor und rüttelten – rückblickend nicht generell zu Unrecht – an auch unter manchen deutschen Biologen verbreiteten fixen Konzepten zur allumfassenden Bedeutung evolutiver Anpassung und zur „Höherentwicklung“ durch Evolutionsprozesse. Aus dieser Konstellationslage heraus ergab sich auch die fast ausschließlich in Deutschland gefundene Anhängerschaft der „Frankfurter Evolutionstheorie“, obwohl manche Artikel durchaus auch auf Englisch publiziert worden sind.
Das Konzept stieß innerhalb Deutschlands zunächst mit Varianten einer stark deskriptiven (nicht-funktionell argumentierenden) Morphologie zusammen, wie sie von Adolf Remane (1898–1976) vertreten wurde, so beim Phylogenetischen Symposium 1970. Bald danach stieß es aber auch mit dem Konzept der Phylogenetischen Systematik von Willi Hennig (1913–1976) zusammen, welches sich ab den 1970er Jahren international (interessanterweise zuerst im angelsächsischen Sprachraum) durchsetzte. In allen diesen Fällen behielt die „Frankfurter Evolutionstheorie“ eine Außenseiterposition, die sich zunehmend verstärkte, weil sie auch neuere Methoden und Erkenntnisse, die nach den 1960er Jahren gewonnen worden sind, nicht in ihr Theoriengebäude einbauen konnte oder wollte.
Dass das Konzept nicht wenigstens partiell in das Theorien- und Lehrgebäude der Evolutionsbiologie integriert wurde, sondern dass sich vielmehr unaufweichbare Fronten zwischen Anhängern und Gegnern herausbildeten, hatte vielfältige Gründe. Sie lassen sich auf wissenschaftstheoretischer Ebene ebenso finden wie auf wissenschaftssoziologischer. Polemische, ad hominem gerichtete Angriffe gegen die neuen Stammbaumvorschläge der Frankfurter Evolutionstheorie gingen zuerst von Seiten der etablierten Zoologie aus, hier vor allem, um das in die Kritik geratene Archicoelomatenkonzept zu retten. In der Folge verschärfte sich der Diskussionston auf beiden Seiten. Rein inhaltlich bleibt festzustellen, dass die kritischen Einwände der Frankfurter Evolutionstheorie sich im Nachhinein als vollauf berechtigt erwiesen, denn das heute als widerlegt geltende Archicoelomatenkonzept fußte auf fragwürdigen Homologisierungen, mehr noch aber auf schematischen Annahmen einer allgemeinen Höherentwicklung und Komplizierung von Bauplänen, die schon damals nicht dem Stand der modernen Evolutionstheorie entsprachen. Allerdings sind auch die Alternativvorschläge der Frankfurter Evolutionstheorie nur in Teilen bestätigt worden.
Im Gegensatz zu älteren (rein morphologisch begründeten) phylogenetischen Rekonstruktionen werden Verwandtschaftsbeziehungen nach fast einhellig akzeptierter fachlicher Praxis heute bevorzugt anhand von molekularbiologisch ausgerichteter Forschung auf methodischer Grundlage der Kladistik beurteilt. Zwar kann man argumentieren, dass die historischen Rekonstruktionen der Frankfurter Theorie in weitaus umfassenderer Weise durch genetische Rekonstruktionen bestätigt wurden als andere damalige Stammbaumvorschläge. Da der vergleichend-entwicklungsbiologische Befund aber mehrere Deutungen zulässt, wird dieser, außer durch Vertreter der Theorie selbst, nicht als Bestätigung der Frankfurter Stammbaumrekonstruktionen anerkannt.